# گردباد (مجموعه تلویزیونی)
گردباد (انگلیسی: The Whirlwind; کره‌ای: 돌풍) یک مجموعه تلویزیونی محصول کره جنوبی به نویسندگی پارک کیونگ سو، به کارگردانی کیم یونگ وان و با بازی سول کیونگ گو و کیم هی ئه است. این مجموعه در ۲۸ ژوئن ۲۰۲۴ در نتفلیکس منتشر شد.

## بازیگران
- سول کیونگ گو در نقش پارک دونگ هو[۲]
- کیم هی ئه در نقش جونگ سو جین[۲]

## تولید

### توسعه
پارک کیونگ سو که پیش از این نویسندگی مخمصه (۲۰۱۴) و زمزمه (۲۰۱۷) را بر عهده داشته است، پس از پنج سال با گردباد به تلویزیون برمی‌گردد. کیم یونگ هوان کارگردان این مجموعه است و استودیو دراگون و پان انترتینمنت تولیدکنندگان آن هستند.

### بازیگران
در اوت ۲۰۲۲، گزارش شد که به بازیگران کیم هی ئه و هان سوک کیو پیشنهاد بازی در این مجموعه داده شده است. بعداً بازیگر سول کیونگ گو جایگزین هان شد. این اولین بازیگری سول در یک مجموعه خواهد بود.

### فیلم‌برداری
فیلم‌برداری اصلی در نیمهٔ دوم سال ۲۰۲۲ آغاز شد.

## انتشار
نتفلیکس تأیید کرد که این مجموعه در ۲۸ ژوئن ۲۰۲۴ منتشر می‌شود.